# Leichtathletik-Europameisterschaften 1934/Speerwurf der Männer

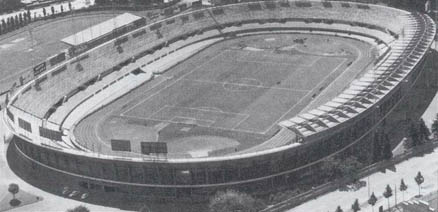
Turiner Olympiastadion – damalige Bezeichnung
Stadio Benito Mussolini

Der Speerwurf der Männer bei den Leichtathletik-Europameisterschaften 1934 wurde am 7. September 1934 im Turiner Stadio Benito Mussolini ausgetragen.
Es gab einen finnischen Doppelsieg. Europameister wurde Matti Järvinen. Mit seiner Siegesweite stellte er einen neuen Weltrekord auf. Matti Sippala gewann die Silbermedaille. Bronze ging an den Esten Gustav Sule.

## Rekorde

### Bestehende Rekorde
| Weltrekord           | 76,10 m                                             | Matti Järvinen                                      | Helsinki, Finnland                                  | 15. Juni 1933                                       |
| Europarekord         | 76,10 m                                             | Matti Järvinen                                      | Helsinki, Finnland                                  | 15. Juni 1933                                       |
| Meisterschaftsrekord | Einen Europameisterschaftsrekord gab es noch nicht. | Einen Europameisterschaftsrekord gab es noch nicht. | Einen Europameisterschaftsrekord gab es noch nicht. | Einen Europameisterschaftsrekord gab es noch nicht. |

### Rekordverbesserung
Der finnische Europameister Matti Järvinen verbesserte seinen eigenen Weltrekord im Finale am 7. September um 56 Zentimeter auf 76,66 m. Damit stellte er gleichzeitig den ersten Europameisterschaftsrekord auf.

## Durchführung
Da nur neun Athleten am Speerwurf teilnahmen, traten die Wettkämpfer ohne eine vorherige Qualifikation zum Finale an. Ob es nach der dritten Runde, wie damals zum Beispiel bei Olympischen Spielen üblich, mit den besten sechs Werfern in ein Finale mit drei weiteren Durchgängen ging, wird nicht klar.
Bei den Olympischen Spielen in dieser Zeit war es in den Sprung- und Wurfdisziplinen übliche Praxis, zunächst am Morgen des Wettkampftages eine Qualifikationsrunde durchzuführen, wenn die Zahl der Teilnehmer nicht zu gering war. Diese Vorausscheidung wurde in zwei Gruppen ausgetragen. Das Finale fand dann mit den dafür qualifizierten Sportlern in aller Regel am Nachmittag desselben Tages statt.

## Finale

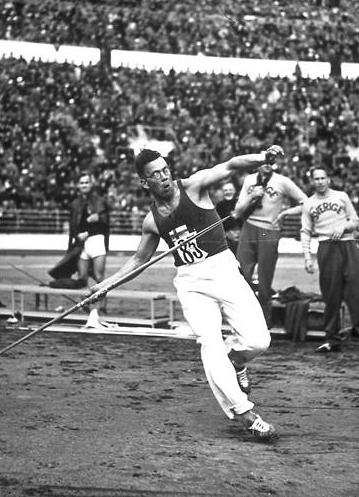
Europameister Matti Järvinen siegte mit Weltrekord und dominierte diesen Wettbewerb mit großer Überlegenheit

7. September 1934
| Platz | Name              | Nation             | Weite      |
| ----- | ----------------- | ------------------ | ---------- |
| 1     | Matti Järvinen    | Finnland           | 76,66 m WR |
| 2     | Matti Sippala     | Finnland           | 69,97 m    |
| 3     | Gustav Sule       | Estland            | 69,31 m    |
| 4     | Oto Jurģis        | Lettland           | 67,60 m    |
| 5     | József Várszegi   | Ungarn             | 65,81 m    |
| 6     | Gottfried Weimann | Deutsches Reich    | 65,69 m    |
| 7     | Mario Agosti      | Königreich Italien | 58,41 m    |
| 8     | Gino Ricci        | Königreich Italien | 56,63 m    |
| 9     | Jacob Schuacher   | Schweiz            | k. A.000   |
| DNS   | Pavol Mala        | Tschechoslowakei   |            |
| DNS   | Gerhard Stöck     | Deutsches Reich    |            |
| DNS   | Lennart Atterwall | Schweden           |            |
| DNS   | Franz Nawratil    | Österreich         |            |
| DNS   | Rudolf Tiffinger  | Österreich         |            |